# Robert Edvard Bruce
Robert Edvard Bruce, även kallad Bruce Bej, född 1802 och död 1858, var en svensk magnetisör och äventyrare.
Robert Edvard Bruce tillhörde den svenska adliga ätten Bruce, son till kammarherre Adam Bruce och hans hustru Fredrika Charlotta Wijnblad. Han begav sig i unga år utomlands, och hamnade efter många äventyr i Turkiet, där han blev överste och fick titeln bej. 
I början av 1840-talet återvände han till Sverige, bosatte sig i Stockholm, där han verkade som hypnotisör, magnetisör och anordnare av telepatiska seanser och med sitt mystiska förflutna och sina ständiga giftermålshistorier - han var gift fem gånger - blev en mycket beryktad personlighet.